# Altenburg (Missouri)
Altenburg és una població dels Estats Units a l'estat de Missouri. Segons el cens del 2000 tenia 309 habitants.

## Demografia
Segons el cens del 2000, Altenburg tenia 309 habitants, 126 habitatges, i 86 famílies. La densitat de població era de 124,3 habitants per km².
Dels 126 habitatges en un 35,7% hi vivien nens de menys de 18 anys, en un 61,9% hi vivien parelles casades, en un 5,6% dones solteres, i en un 31% no eren unitats familiars. En el 27,8% dels habitatges hi vivien persones soles el 16,7% de les quals corresponia a persones de 65 anys o més que vivien soles. El nombre mitjà de persones vivint en cada habitatge era de 2,45 i el nombre mitjà de persones que vivien en cada família era de 3,05.
Per edats la població es repartia de la següent manera: un 25,6% tenia menys de 18 anys, un 6,8% entre 18 i 24, un 30,7% entre 25 i 44, un 18,8% de 45 a 60 i un 18,1% 65 anys o més.
L'edat mediana era de 36 anys. Per cada 100 dones de 18 o més anys hi havia 107,2 homes.
La renda mediana per habitatge era de 40.417 $ i la renda mediana per família de 46.136 $. Els homes tenien una renda mediana de 33.125 $ mentre que les dones 20.208 $. La renda per capita de la població era de 19.174 $. Cap de les famílies i el 5% de la població estaven per davall del llindar de pobresa.

## Poblacions més properes
El següent diagrama mostra les poblacions més properes.